# Liste des puits de mine situés à Fresnes-sur-Escaut

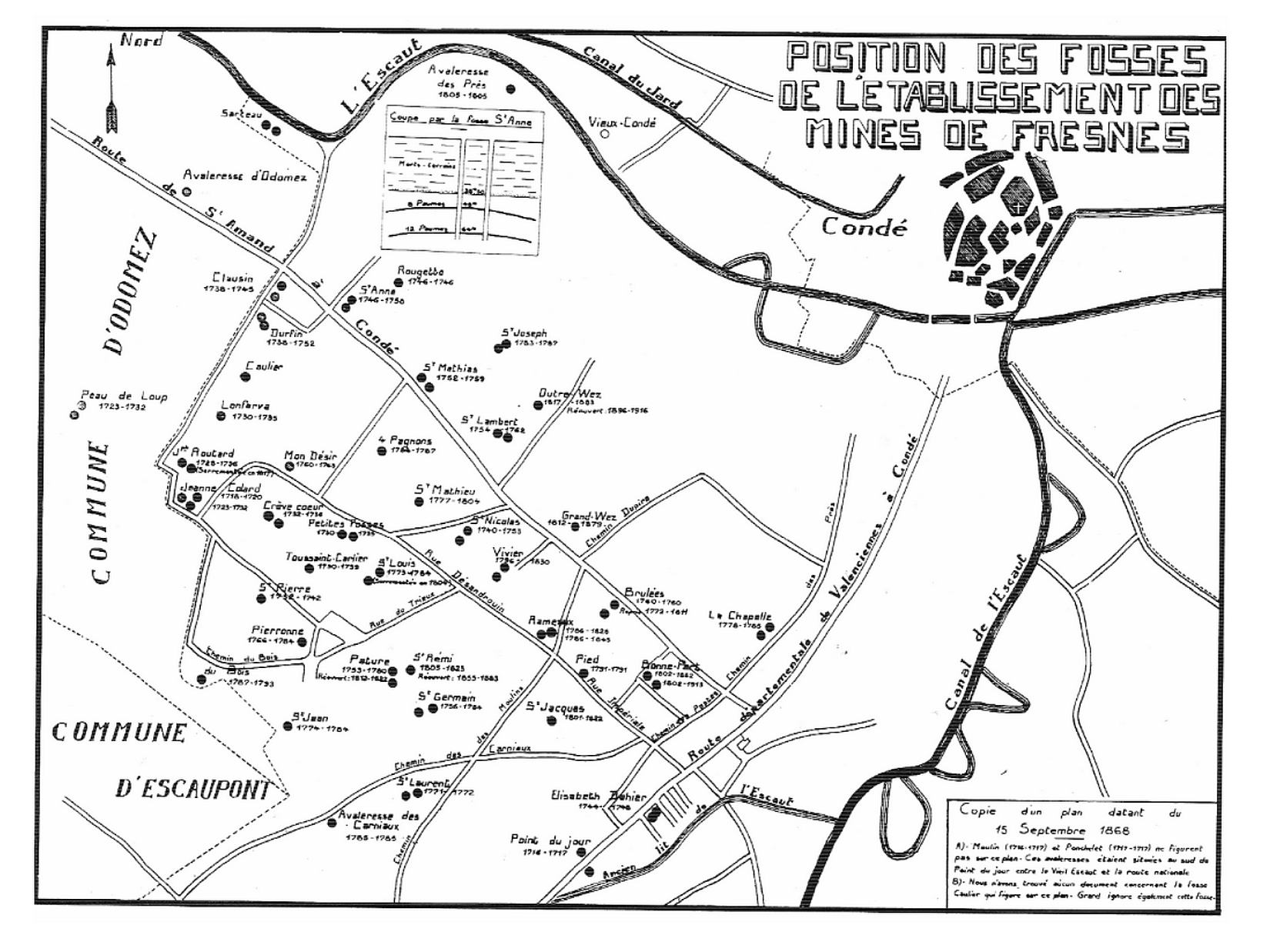
Les fosses ouvertes sur le territoire de Fresnes-sur-Escaut par la Compagnie des mines d'Anzin et les sociétés qui l'ont précédé.

Cet article liste les puits de mine situés à Fresnes-sur-Escaut, une commune du Nord, dans le bassin minier du Nord-Pas-de-Calais, en France.

## Description
Les premières fosses ouvertes, sans succès, sont les avaleresses Point du jour dans la partie sud-ouest de Fresnes-sur-Escaut, par la Société Desaubois, de 1716 à 1717. Cette société ouvre également deux autres fosses à Escautpont aux mêmes dates : Ponchelet et Le Moulin. Les venues d'eau causent l'abandon de ces six puits, la société reporte alors ses recherches à Fresnes-sur-Escaut où elle entreprend la fosse Jeanne Colard. Commencée avec un puits en 1718, la houille y est découverte le 3 février 1720, mais la rupture d'une pièce du cuvelage le 24 décembre contraint Jean-Jacques Desandrouin et Pierre Taffin à abandonner la fosse. La société Desaubois disparaît, mais une nouvelle société, la Société Desandrouin-Taffin est formée avec une partie de ceux qui ont créé la société précédente.
En 1723, les puits nos 2 et 3 de la fosse Jeanne Colard sont creusés, et la fosse est mise en exploitation. La société met les années suivantes à profit pour tenter, sans succès, d'ouvrir des fosses dans les communes aux alentours, à Petite-Forêt, Odomez, Estreux et Bruay-sur-l'Escaut,. Puis elle revient à Fresnes-sur-Escaut et commence en 1728 la fosse Routard, puis l'avaleresse Caulier l'année suivante. De 1730 à 1756, ce sont seize fosses ou avaleresses représentant un total de vingt-sept puits qui sont entreprises dans la commune. La Compagnie des mines d'Anzin est fondée le 19 novembre 1757 par la fusion des trois compagnies rivales : la Société Desandrouin-Taffin, la Société Desandrouin-Cordier et la Société de Cernay, vingt fosses ou avaleresses représentant vingt-neuf puits sont alors entreprises.
Les dernières fosses ouvertes l'ont été par la Compagnie des mines de Thivencelle, il s'agit des fosses Soult nos 1 et 2. Ce sont d'ailleurs celles-ci qui marquent la fin de la mine dans la commune, car le dernier puits de la Compagnie des mines d'Anzin à avoir été abandonné est la fosse d'Outre Wez en 1916, pendant la Première Guerre mondiale, mais cette fosse a été arrêtée à l'extraction en 1867, a servi à l'aérage de la fosse Bonne Part jusqu'en 1883, date à laquelle elle a été remblayée et serrementée, puis rouverte pour assurer le retour d'air de la fosse Vieux-Condé. Les deux fosses Soult sont respectivement abandonnées en 1971 et 1970,. Elles avaient été arrêtées à l'extraction en 1947 et servaient alors pour le service du personnel et l'aérage de la fosse Ledoux.

## Liste des puits
Soixante-six puits ont été ouverts sur le territoire de Fresnes-sur-Escaut.
| Nom de l'ouvrage                      | Compagnie propriétaire                 | Début de fonçage | Fin d'exploitation ou fermeture | Diamètre (en mètres) | Profondeur (en mètres) | Géolocalisation             | Illustration     |
| ------------------------------------- | -------------------------------------- | ---------------- | ------------------------------- | -------------------- | ---------------------- | --------------------------- | ---------------- |
| Avaleresse Point du jour              | Sté Desaubois                          | 1716             | 1717                            | 2,5                  | 55                     | 50° 25′ 42″ N, 3° 34′ 11″ E |                  |
| Avaleresse Point du jour              | Sté Desaubois                          | 1716             | 1717                            | 2,5                  | ?                      | 50° 25′ 44″ N, 3° 34′ 10″ E | non matérialisée |
| Puits Jeanne Colard no 1              | Sté Desaubois                          | 1718             | 1721                            | 2,5                  | 55                     | 50° 26′ 27″ N, 3° 33′ 07″ E |                  |
| Puits Jeanne Colard no 2              | Sté Desandrouin-Taffin                 | 1723             | 1732                            | 2,5                  | 63                     | 50° 26′ 27″ N, 3° 33′ 07″ E |                  |
| Puits Jeanne Colard no 3              | Sté Desandrouin-Taffin                 | 1723             | 1732                            | 2,5                  | 65                     | 50° 26′ 27″ N, 3° 33′ 08″ E |                  |
| Puits Routard Épuisement              | Sté Desandrouin-Taffin                 | 1728             | 1733                            | 2,5                  | 63                     | 50° 26′ 31″ N, 3° 33′ 09″ E |                  |
| Puits Routard Extraction              | Sté Desandrouin-Taffin                 | 1728             | 1733                            | 2,5                  | 59                     | 50° 26′ 32″ N, 3° 33′ 07″ E |                  |
| Avaleresse Caulier                    | Sté Desandrouin-Taffin                 | 1729             | 1729                            | 2,5                  | ?                      | 50° 26′ 41″ N, 3° 33′ 19″ E |                  |
| Puits Long Farva                      | Sté Desandrouin-Taffin                 | 1730             | 1735                            | 2,5                  | 64                     | 50° 26′ 36″ N, 3° 33′ 14″ E |                  |
| Puits Toussaint Carlier               | Sté Desandrouin-Taffin                 | 1730             | 1739                            | 2,5                  | 64                     | 50° 26′ 19″ N, 3° 33′ 27″ E |                  |
| Puits Petites Fosses Épuisement       | Sté Desandrouin-Taffin                 | 1731             | 1735                            | 2,5                  | 65                     | 50° 26′ 23″ N, 3° 33′ 36″ E |                  |
| Puits Petites Fosses Extraction       | Sté Desandrouin-Taffin                 | 1731             | 1735                            | 2,5                  | 71                     | 50° 26′ 24″ N, 3° 33′ 38″ E |                  |
| Puits Saint-Pierre                    | Sté Desandrouin-Taffin                 | 1732             | 1742                            | 2,5                  | 65                     | 50° 26′ 15″ N, 3° 33′ 21″ E |                  |
| Puits Crève-Cœur Épuisement           | Sté Desandrouin-Taffin                 | 1732             | 1736                            | 2,5                  | 65                     | 50° 26′ 22″ N, 3° 33′ 21″ E |                  |
| Puits Crève-Cœur Extraction           | Sté Desandrouin-Taffin                 | 1732             | 1736                            | 2,5                  | 65                     | 50° 26′ 23″ N, 3° 33′ 20″ E |                  |
| Puits Pierronne                       | Sté Desandrouin-Taffin Cie d'Anzin     | 1735             | 1784                            | 2,5                  | 81                     | 50° 26′ 11″ N, 3° 33′ 27″ E |                  |
| Puits Durfin Épuisement               | Sté Desandrouin-Taffin                 | 1738             | 1752                            | 2,5                  | 68                     | 50° 26′ 48″ N, 3° 33′ 22″ E |                  |
| Puits Durfin Extraction               | Sté Desandrouin-Taffin                 | 1738             | 1752                            | 2,5                  | 68                     | 50° 26′ 48″ N, 3° 33′ 22″ E |                  |
| Puits Clausin Épuisement              | Sté Desandrouin-Taffin                 | 1738             | 1745                            | 2,5                  | 71                     | 50° 26′ 51″ N, 3° 33′ 24″ E |                  |
| Puits Clausin Extraction              | Sté Desandrouin-Taffin                 | 1738             | 1745                            | 2,5                  | 71                     | 50° 26′ 51″ N, 3° 33′ 23″ E |                  |
| Puits Saint-Nicolas Épuisement        | Sté Desandrouin-Taffin                 | 1740             | 1752                            | 2,1 x 2,1            | 75                     | 50° 26′ 24″ N, 3° 33′ 55″ E |                  |
| Puits Saint-Nicolas Extraction        | Sté Desandrouin-Taffin                 | 1740             | 1752                            | 2,1 x 2,1            | 75                     | 50° 26′ 25″ N, 3° 33′ 56″ E |                  |
| Avaleresse Élisabeth Dahié Couchant   | Sté Desandrouin-Taffin                 | 1744             | 1748                            | 2,5                  | 65                     | 50° 25′ 52″ N, 3° 34′ 29″ E |                  |
| Avaleresse Élisabeth Dahié Levant     | Sté Desandrouin-Taffin                 | 1744             | 1748                            | 2,5                  | 65                     | 50° 25′ 53″ N, 3° 34′ 30″ E |                  |
| Avaleresse Rougette                   | Sté Desandrouin-Taffin                 | 1746             | 1746                            | 2,5                  | 11                     | 50° 26′ 51″ N, 3° 33′ 46″ E |                  |
| Puits Sainte-Anne Épuisement          | Sté Desandrouin-Taffin                 | 1746             | 1756                            | 2,5                  | 71                     | 50° 26′ 48″ N, 3° 33′ 37″ E |                  |
| Puits Sainte-Anne Extraction          | Sté Desandrouin-Taffin                 | 1746             | 1756                            | 2,5                  | 71                     | 50° 26′ 47″ N, 3° 33′ 36″ E |                  |
| Puits Saint-Mathias Épuisement        | Sté Desandrouin-Taffin Cie d'Anzin     | 1752             | 1759                            | 2 x 2                | 93                     | 50° 26′ 40″ N, 3° 33′ 48″ E |                  |
| Puits Saint-Mathias Extraction        | Sté Desandrouin-Taffin Cie d'Anzin     | 1752             | 1759                            | 2,5                  | 91                     | 50° 26′ 39″ N, 3° 33′ 48″ E |                  |
| Puits de la Pâture Épuisement         | Sté Desandrouin-Taffin Cie d'Anzin     | 1753             | 1825                            | 2,5                  | 219                    | 50° 26′ 08″ N, 3° 33′ 44″ E |                  |
| Puits de la Pâture Extraction         | Sté Desandrouin-Taffin Cie d'Anzin     | 1753             | 1780                            | 2,5                  | 211                    | 50° 26′ 08″ N, 3° 33′ 43″ E |                  |
| Puits Saint-Lambert Épuisement        | Sté Desandrouin-Taffin Cie d'Anzin     | 1754             | 1762                            | 2 x 2                | 87                     | 50° 26′ 33″ N, 3° 34′ 03″ E |                  |
| Puits Saint-Lambert Extraction        | Sté Desandrouin-Taffin Cie d'Anzin     | 1754             | 1762                            | 2 x 2                | 84                     | 50° 26′ 34″ N, 3° 34′ 01″ E |                  |
| Puits Saint-Germain Épuisement        | Sté Desandrouin-Taffin Cie d'Anzin     | 1756             | 1784                            | 2,5                  | 195                    | 50° 26′ 03″ N, 3° 33′ 50″ E |                  |
| Puits Saint-Germain Extraction        | Sté Desandrouin-Taffin Cie d'Anzin     | 1756             | 1784                            | 2,5                  | 195                    | 50° 26′ 04″ N, 3° 33′ 49″ E |                  |
| Avaleresse Mon Désir                  | Cie d'Anzin                            | 1760             | 1763                            | 2,5                  | 64                     | 50° 26′ 33″ N, 3° 33′ 25″ E |                  |
| Puits Brûlée Épuisement               | Cie d'Anzin                            | 1760             | 1811                            | 2 x 2                | 92                     | 50° 26′ 14″ N, 3° 34′ 22″ E |                  |
| Puits Brûlée Extraction               | Cie d'Anzin                            | 1760             | 1811                            | 2 x 2                | 85                     | 50° 26′ 14″ N, 3° 34′ 22″ E |                  |
| Avaleresse Saint-Laurent Couchant     | Cie d'Anzin                            | 1771             | 1772                            | 2,5                  | 18                     | 50° 25′ 55″ N, 3° 33′ 48″ E |                  |
| Avaleresse Saint-Laurent Levant       | Cie d'Anzin                            | 1771             | 1772                            | 2,5                  | 18                     | 50° 25′ 55″ N, 3° 33′ 49″ E |                  |
| Puits Saint-Louis Épuisement          | Cie d'Anzin                            | 1773             | 1804                            | 2,5                  | 127                    | 50° 26′ 19″ N, 3° 33′ 40″ E |                  |
| Puits Saint-Louis Extraction          | Cie d'Anzin                            | 1773             | 1787                            | 2,5                  | 125                    | 50° 26′ 18″ N, 3° 33′ 41″ E |                  |
| Puits Saint-Jean                      | Cie d'Anzin                            | 1774             | 1784                            | 2,8                  | 64                     | 50° 26′ 03″ N, 3° 33′ 25″ E |                  |
| Puits Saint-Mathieu                   | Cie d'Anzin                            | 1777             | 1804                            | 2 x 2                | 154                    | 50° 26′ 27″ N, 3° 33′ 47″ E |                  |
| Avaleresse de la Chapelle             | Cie d'Anzin                            | 1778             | 1786                            | 2,5                  | 70                     | 50° 26′ 11″ N, 3° 34′ 49″ E |                  |
| Avaleresse de la Chapelle             | Cie d'Anzin                            | 1778             | 1786                            | 2,5                  | ?                      | 50° 26′ 11″ N, 3° 34′ 50″ E | non matérialisée |
| Puits Saint-Joseph Couchant           | Cie d'Anzin                            | 1783             | 1787                            | 2,5                  | 134                    | 50° 26′ 44″ N, 3° 34′ 03″ E |                  |
| Puits Saint-Joseph Levant             | Cie d'Anzin                            | 1783             | 1787                            | 2,5                  | 126                    | 50° 26′ 43″ N, 3° 34′ 01″ E |                  |
| Avaleresse des Quatre Pagnons         | Cie d'Anzin                            | 1785             | 1787                            | 2,5                  | 46                     | 50° 26′ 32″ N, 3° 33′ 42″ E |                  |
| Puits des Rameaux Épuisement          | Cie d'Anzin                            | 1786             | 1826                            | 2 x 2                | 285                    | 50° 26′ 12″ N, 3° 34′ 12″ E |                  |
| Puits des Rameaux Extraction          | Cie d'Anzin                            | 1786             | 1843                            | 2 x 2                | 283                    | 50° 26′ 12″ N, 3° 34′ 11″ E |                  |
| Puits du Bois                         | Cie d'Anzin                            | 1787             | 1793                            | 2,5                  | 78                     | 50° 26′ 07″ N, 3° 33′ 10″ E |                  |
| Avaleresse du Pied                    | Cie d'Anzin                            | 1791             | 1791                            | 2,5                  | 27                     | 50° 26′ 08″ N, 3° 34′ 18″ E |                  |
| Puits des Viviers Épuisement          | Cie d'Anzin                            | 1796             | 1830                            | 2,5                  | 218                    | 50° 26′ 19″ N, 3° 34′ 03″ E |                  |
| Puits des Viviers Extraction          | Cie d'Anzin                            | 1796             | 1824                            | 2,5                  | 217                    | 50° 26′ 19″ N, 3° 34′ 03″ E |                  |
| Puits Saint-Jacques                   | Cie d'Anzin                            | 1801             | 1802                            | 2 x 2                | 145                    | 50° 26′ 02″ N, 3° 34′ 10″ E |                  |
| Puits Bonne Part Épuisement           | Cie d'Anzin                            | 1802             | 1882                            | 2 x 2                | 370                    | 50° 26′ 07″ N, 3° 34′ 29″ E |                  |
| Puits Bonne Part Extraction           | Cie d'Anzin                            | 1802             | 1913                            | 2 x 3                | 370                    | 50° 26′ 06″ N, 3° 34′ 29″ E |                  |
| Avaleresse des Prés                   | Cie d'Anzin                            | 1805             | 1805                            | 2,5                  | 4                      | 50° 27′ 13″ N, 3° 34′ 08″ E |                  |
| Puits Saint-Rémy                      | Cie d'Anzin                            | 1805             | 1884                            | 2,5                  | 187                    | 50° 26′ 08″ N, 3° 33′ 46″ E |                  |
| Puits du Grand Wez                    | Cie d'Anzin                            | 1812             | 1879                            | 2,5                  | 272                    | 50° 26′ 23″ N, 3° 34′ 13″ E |                  |
| Puits d'Outre Wez                     | Cie d'Anzin                            | 1817             | 1916                            | 2,4                  | 300                    | 50° 26′ 37″ N, 3° 34′ 09″ E |                  |
| Puits du Sarteau no 1 Épuisement Sud  | Cie d'Anzin                            | 1822             | 1862                            | 3,3                  | 116                    | 50° 27′ 09″ N, 3° 33′ 22″ E |                  |
| Puits du Sarteau no 2 Extraction Nord | Cie d'Anzin                            | 1823             | 1861                            | 3                    | 230                    | 50° 27′ 09″ N, 3° 33′ 24″ E |                  |
| Puits Soult no 1                      | Cie de Thivencelle Gpe de Valenciennes | 1840             | 1971                            | 2,7                  | 583                    | 50° 25′ 48″ N, 3° 34′ 45″ E |                  |
| Puits Soult no 2                      | Cie de Thivencelle Gpe de Valenciennes | 1845             | 1970                            | 3,7                  | 601                    | 50° 25′ 43″ N, 3° 34′ 31″ E |                  |